# 百瀬美鈴
百瀬 美鈴（ももせ みすず、1996年3月30日-）は、日本のアイドル・タレント。ミスヤングチャンピオン 2013 グランプリに選ばれるなど、グラビアアイドルとしても活動している。女性アイドルグループ『ヤンチャン学園 音楽部』の元メンバー。愛称は『みっすー』。東京都出身。所属事務所はオフィスVISH。

## 略歴
2012年12月にスカウトにより事務所に所属。2013年2月にアイドルグループ『Fine Color』の2期生メンバーとなりアイドル活動をスタート。メンバーカラーは赤。その後、グラビアなどでの活動を得てミスヤングチャンピオン 2013 グランプリを獲得。2013年11月にアイドルグループ『ヤンチャン学園 音楽部』に加入し、Fine Colorを卒業する2014年9月23日までは、2グループを掛け持つかたちで活動を続けていた。その後ヤンチャン学園 音楽部も2015年8月30日のワンマンライブをもって卒業した。

## 人物
- おっとりとした口調と性格で癒し系のキャラクター。ヤンチャン学園 音楽部での自己紹介は「みなさーん！ おやす みっすー！ 常に眠いみっすーこと百瀬美鈴です！」。
- アイドルが好きで、アイドルのライブだけでなくリリースイベントなどにもプライベートで足を運ぶ。ハロー!プロジェクトやiDOL Streetといったメジャーなグループはもちろんのこと、FES☆TIVEやウルトラガールなどのライブアイドルも応援している。
- 姉と妹がいる3姉妹。ミニチュアダックスフンドの「チョコ」を飼っている。
- Fine Colorでの担当カラーは赤で、イメージカラーとして挙げている。好きな色も赤とピンク[3]。

## 作品

### 映像作品
- ファースト/百瀬美鈴（2013年6月28日、GARO IMPACT）
- 百瀬美鈴/ミスヤングチャンピオン2013（2013年12月6日、イーネット・フロンティア）
- おうちに帰るまでが遠足です（2014年11月5日、Happinet(SB)(D)）

## 出演

### テレビ
- ツボ娘 水着で対決「小田島渚＆百瀬美鈴＆アイドリング!!!橋本楓」（2013年11月21日、TBS）
- ミュージックドラゴン（朗読少女）（2014年2月7日、日本テレビ）
- プレミアムドラマ「定年女子」第3話（2017年7月23日、NHK BSプレミアム) - ウェイトレス 役

### ラジオ
- ラジカントロプスNEXT 百瀬美鈴がアイドルを語る みっすーImpossible（2015年3月30日 - 4月27日、ラジオ日本）

### 舞台
- アリスインプロジェクト「おうちに帰るまでが遠足です[4]」（2014年7月13日 - 17日、池袋・シアターKASSAI） - 元きな子 役
- 女神座アテナダンスレヴュー公演Vol.01「アテナ・ダンスクラメーション[5]」（2015年7月11日 - 12日、高田馬場RABINEST） - ダンスレビュー

## 書籍

### 写真集
- デジタル写真集 美少女図鑑 百瀬美鈴17歳/MISUZU MOMOSE（2013年11月14日、株式会社スプラッシュプロ）
- CAMPFIREによるファースト写真集制作プロジェクト「百瀬美鈴」（2015年3月30日）[6]